# Prachomety
Prachomety (německy Prochomuth) jsou malá vesnice, část města Toužim v okrese Karlovy Vary v Karlovarském kraji. Nachází se asi šest kilometrů jihozápadně od Toužimi, pod Prachometským kopcem. Prochází zde silnice II/189. Prachomety jsou také název katastrálního území o rozloze 6,19 km².

## Historie
První písemná zmínka o vesnici pochází z roku 1233.

## Obyvatelstvo
| Rok            | 1869 | 1880 | 1890 | 1900 | 1910 | 1921 | 1930 | 1950 | 1961 | 1970 | 1980 | 1991 | 2001 | 2011 | 2021 |
| -------------- | ---- | ---- | ---- | ---- | ---- | ---- | ---- | ---- | ---- | ---- | ---- | ---- | ---- | ---- | ---- |
| Počet obyvatel | 256  | 251  | 264  | 279  | 297  | 289  | 271  | 130  | 130  | 102  | 75   | 70   | 64   | 63   | 55   |
| Počet domů     | 32   | 35   | 37   | 38   | 42   | 44   | 49   | 41   | 42   | 25   | 21   | 25   | 29   | 30   | 28   |

## Obecní správa
Při sčítání lidu v letech 1869–1974 Prachomety byly samostatnou obcí, se kterým patřily nejprve do okresu Teplá, ale v roce 1950 v okrese Toužim a v letech 1961–1974 v okrese Karlovy Vary. Od 1. ledna 1975 do 31. prosince 1975 byly častí obce Kosmová v okrese Karlovy Vary. Od 1. ledna 1976 jsou částí města Toužim v okrese Karlovy Vary. V letech 1961–1974 k obci patřil Bezděkov.

## Pamětihodnosti
- Socha svatého Jana Nepomuckého
- Severozápadně od Prachomet se nachází Přírodní památka Prachomety.